# Irshad Manji

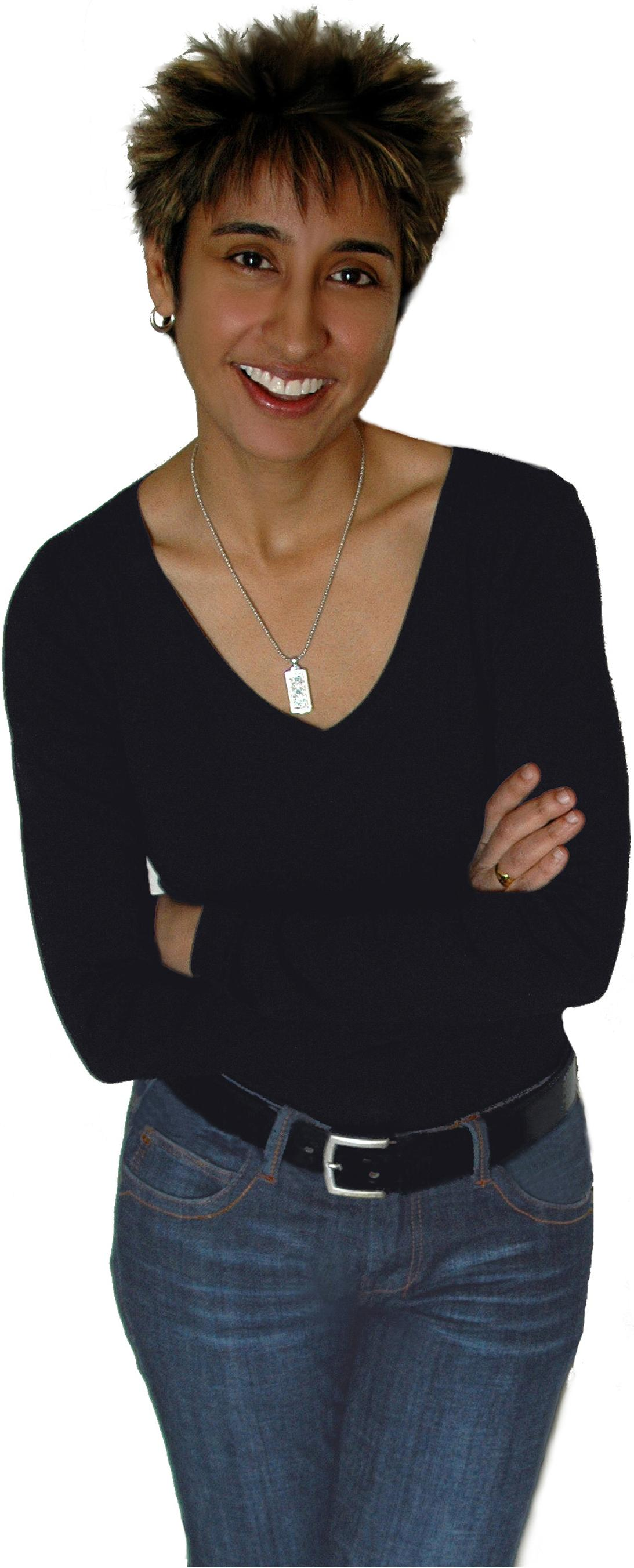
Irshad Manji

Irshad Manji, född 1968, är en kanadensisk författare och journalist.
Manji har gjort sig känd som muslimsk feminist. Manji leder the Moral Courage Project vid New York University och är en välkänd kritiker av radikal islamism och ortodoxa tolkningar av Koranen. The New York Times har beskrivit henne som ”Usama bin Ladins värsta mardröm”.
Manji har skrivit boken The Trouble with Islam: A Muslim's Call for Reform in Her Faith (svensk titel: Det muslimska problemet: en maning till uppriktighet och förändring). Irshad Manji, som själv är muslim, hävdar att islam måste införliva en mångfald av idéer, trosuppfattningar och människor för att kunna utvecklas i en alltmer globaliserad värld. Manji diskuterar kvinnors roll inom islam, det långtgående hatet mot judendomen och förekomsten av slaveri i muslimska länder..